# 腺毛刺萼悬钩子
腺毛刺萼悬钩子（学名：Rubus alexeterius var. acaenocalyx）为蔷薇科悬钩子属下的一个变种。

## 扩展阅读
- 維基物種上的相關：腺毛刺萼悬钩子